# Ishi-no-ma-zukuri
Ishi-no-ma-zukuri (石の間造) também chamado de gongen-zukuri (権現造), yatsumune-zukuri (八棟造) e miyadera-zukuri (宮寺造) é a estrutura de um complexo jinja (神社), onde o haiden, ou salão de adoração, e o honden, ou santuário principal, estão interligados pela mesma cobertura em forma de H.

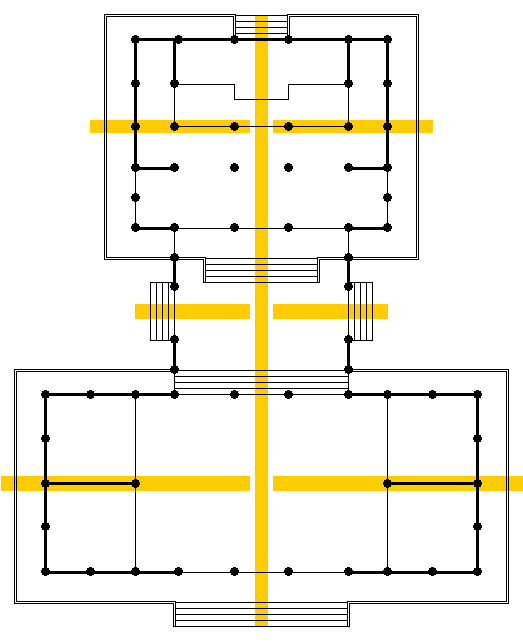
Um santuário Gongen-zukuri. De cima para baixo: o honden o ishi-no-ma e o haiden. Em amarelo estão demarcados os beirais.

O acoplamento de passagem de um salão para o outro pode ser chamado de ai-no-ma (相の間), ishi-no-ma (石の間) ou chūden (中殿, "hall intermediário"). O piso de cada um dos compartimentos pode ter cotas diferentes. O ai-no-ma é pavimentado com pedra, sendo por isso chamado de isi-no-ma, donde advém o nome do próprio estilo. No entanto é comum aparecerem pavimentos com tábuas ou tatami. A sua largura é geralmente a mesma que a do honden ou do haiden, com 1-3 ken de espaço.
Este estilo, ao contrário da estrutura de um edifício comum, define a relação entre os elementos estruturais do santuário. Assim, cada compartimento pertence a um único estilo arquitectónico. Em exemplo, o honden e o haiden de Ōsaki Hachiman-gū (大崎八幡宮) são compartimentos individuais irimoya-zukuri de um único piso. Por serem conectados por uma passagem designada de ishi-no-ma e cobertos por um único teto, o complexo é portanto, classificado como pertencente ao estilo ishi-no-ma-zukuri. Um dos exemplares mais antigos é o santuário Kitano Tenman-gū em Kyoto. O nome gongen-zukuri vem do Nikkō Tōshō-gū em Nikkō, que é dedicado a Tōshō Daigongen (Tokugawa Ieyasu) e adota esse tipo de estrutura.